# Utvrda Lahore
Utvrda u Lahoreu (pendžapski: شاهی قلعہ, Šahi Kila) je citadela u gradu Lahoreu (pokrajina Pendžab, Pakistan). Nalazi se na sjeveroistočnom kutu utvrđenog starog grada Lahorea, ima trapezasti oblik i proteže se na području površine veće od 20 hektara. Utvrdu je dao izgraditi mogulski car Akbar Veliki (1555. – 1605.) na mjestu starije palače, i nadograđivali su je njegovi nasljednici. Ona je, zajedno s Vrtovima Šalimar, upisana na Unescov popis mjesta svjetske baštine u Aziji i Oceaniji 1981. godine kao "Utvrda Lahore i vrtovi Šalimar", a na popis ugroženih mjesta svjetske baštine je dospjela na zahtjev pakistanske vlade zbog uništenja povijesnih rezervoara 1999. godine kako bi se proširio put i zbog propadanja zidova vrta. No, 2012. godine su izbrisani s ovog popisa zbog poboljšanja zaštite.

## Povijest
Izgradnja utvrde je obavijena mnogim lokalnim legendama, no tijekom arheoloških iskapanja 1959. godine, ispred Divan-e-Aama otkriven je zlatni novčić Mahmuda Gaznija iz oko 1025. godine, i to na dubini od 7,62 metara ispod razine travnjaka. No, ispod ove razine su pronađeni dokazi o ljudskom obitovanju. Utvrda od opeke se prvi put spominje u zapisima o invaziji Muhameda od Gora na Pendžab 1180. − 1186. godine.
Godine 1241., uništili su je Mongoli, a obnovio ju je sultan Gijas ud din Balban već 1267. godine. Nakon što ju je uništila vojska Timura 1398. godine, obnovio ju je, u kamenu, Mogulski car Akbar Veliki tek 1566. godine.
Godine 1846., kada je Pendžab postao dio Britanske Indije, okupirali su je Britanci i 1927. godine su ju predali Uredu arheologije, nakon što su uništili dijelove zidina čime je izgubila svoju fortifikacijsku ulogu.

## Odlike
Utvrda Lahore je izgrađena na strateškom položaju između drugih mogulskih utvrda u Kabulu, Multanu i Kašmiru. 
U njezinom obliku dominira perzijski utjecaj koji su obogatili autohtonim utjecajima Akbarovi nasljednici. Utvrda je podijeljena na dva dijela, upravno središte (koje je povezano s mnogim ulazima) s velikim vrtovima i javnim zgradama kao što je Divan-e-Aam (vladarska prijemna dvorana), i privatni zatvoreni dio s palačom u sjevernom dijelu. Do palače se dolazilo kroz "Slonovska vrata", a sadržavala je Šiš Mahal ("Dvorana ogledala"), prostrane spavaće sobe i manje vrtove.
Palača je izvana bila bogato ukrašena plavim perzijskim kaši keramičkim pločicama. Glavni ulaz je gledao na Džamiju Marjam Zamani, a velika Alamgri vrata (na slici desno) su se otvarala na Hazuri Bagh i veličanstvenu Džamiju Badšahani.
Pored njenih trinaest monumentalnih portala, u utvrdi se nalaze paviljoni Šeeš Mahal, Naulaha i Moti Masdžid.
- Arkade paviljona Šeeš Mahal
- Divan-e-Aam, prijemna dvorana
- "Slonovska vrata"
- Kraljevski balkon
- Paviljon Naulaha

## Vanjske poveznice
- Povijest Utvrde u Lahoreu  Arhivirana inačica izvorne stranice od 24. siječnja 2008. (Wayback Machine) (engl.) Posjećeno 15. ožujka 2011.